# Alla som inte dansar (är våldtäktsmän)
Alla som inte dansar (är våldtäktsmän), eller bara Alla som inte dansar, även känd som "Våldtäktslåten", är en singel av det svenska alternativa electrobandet Maskinen. Låten väckte stor debatt då den släpptes under senhösten 2007, eftersom den tog upp ett så känsligt och allvarligt ämne som just våldtäkt.

## Polisanmälning
Den 9 januari 2008 blev Maskinen och skivbolaget Pope polisanmälda av en 32-årig man som hävdade att låttexten till "Alla som inte dansar" var kränkande och pekade ut alla icke-dansande som brottslingar. Fallet lades dock ner eftersom det inte fanns något i texten som var rättsligt förbjudet.

## Listplaceringar
| Lista (2007-2008) | Topplacering |
| ----------------- | ------------ |
| Danmark           | 29           |
| Sverige           | 25           |